# Belgentier
Belgentier är en kommun i departementet Var i regionen Provence-Alpes-Côte d'Azur i sydöstra Frankrike. Kommunen ligger i kantonen Solliès-Pont som tillhör arrondissementet Toulon. År 2022 hade Belgentier 2 387 invånare.

## Befolkningsutveckling
Antalet invånare i kommunen Belgentier
| Referens: INSEE |